# Pimpla parva
Pimpla parva là một loài tò vò trong họ Ichneumonidae.